# Platycheirus ecuadoriensis
Platycheirus ecuadoriensis är en tvåvingeart som först beskrevs av Fluke 1945.  Platycheirus ecuadoriensis ingår i släktet fotblomflugor, och familjen blomflugor.
Artens utbredningsområde är Ecuador. Inga underarter finns listade i Catalogue of Life.